# Antilly, Oise
Antilly là một xã thuộc tỉnh Oise trong vùng Hauts-de-France phía bắc Pháp. Xã này nằm ở khu vực có độ cao trung bình 96 mét trên mực nước biển.
Thị trấn này nằm ở phía tây thành phố Paris. Theo điều tra dân số năm 1999 của Pháp, dân số Antilly là 313 người.